# Die Schläfer
Die Schläfer (tschechischer Originaltitel: Bez vědomí, englischer Titel: The Sleepers) ist eine 6-teilige tschechische Agenten- und Politthriller-Fernsehserie von 2019. Sie spielt hauptsächlich in den Wochen rund um die Samtene Revolution 1989 und handelt von einem tschechischen Dissidentenpärchen, das nach einem Autounfall in Prag getrennt und in geheimdienstliche Aktivitäten mehrerer Länder verwickelt wird. Der Serientitel bezieht sich auf Schläfer, also eine Zeitlang inaktive oder noch nicht in Erscheinung getretene Agenten.

## Handlung
Die junge Geigerin Marie Skálová und ihr Mann Viktor Skála leben 1977 in Prag. Wegen staatlicher Repressalien flüchten sie noch im selben Jahr und lassen sich in London nieder. Im Sommer 1989 schließlich hat sich das politische Klima in der Tschechoslowakei so weit geändert, dass die beiden Dissidenten, mittlerweile britische Staatsbürger, eine Reise in ihre ehemalige Heimat wagen. Der Zuschauer erfährt zudem, dass Viktor mittlerweile und unbemerkt von seiner Frau auch als Agent für einen Geheimdienst arbeitet.

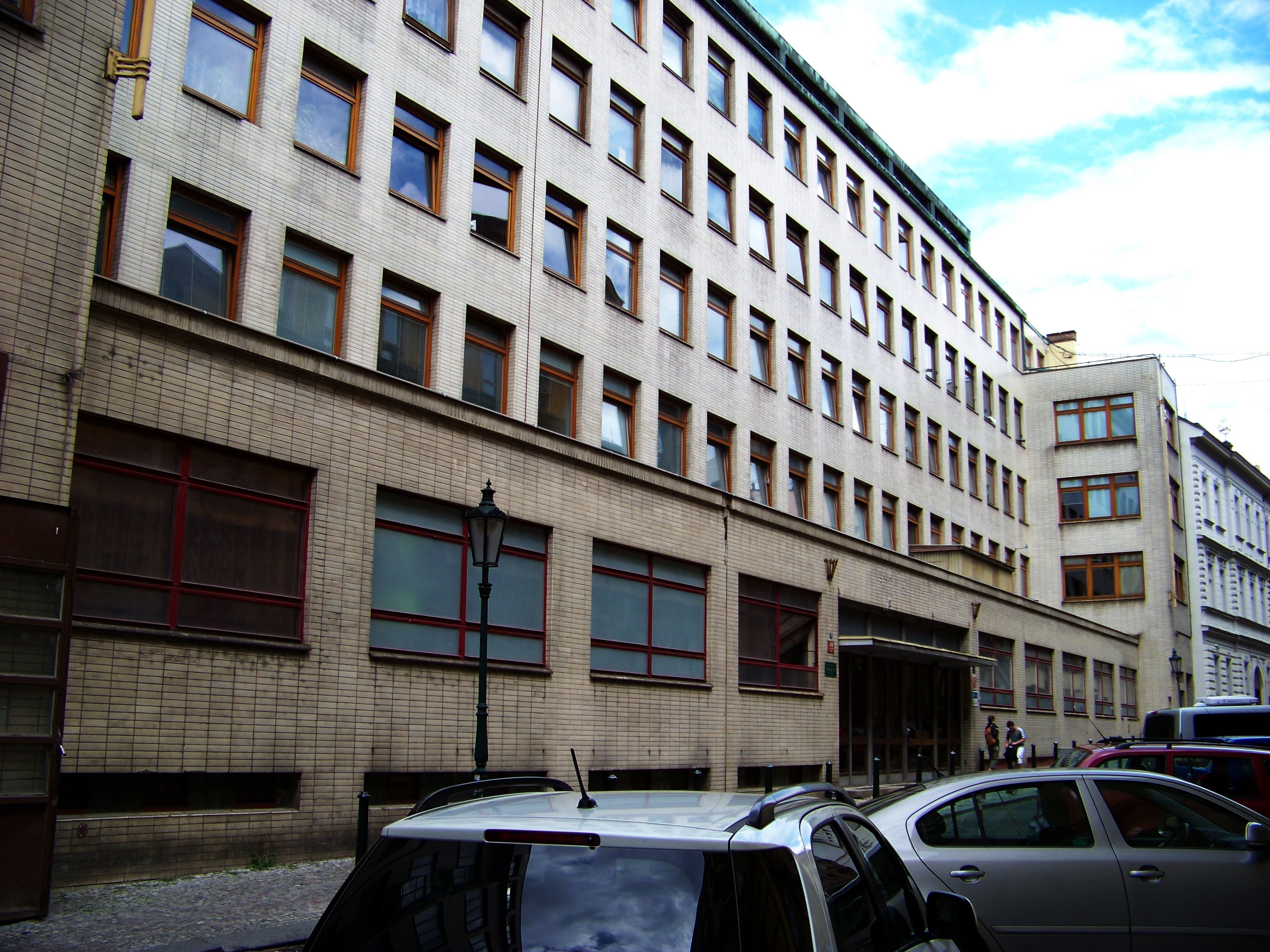
Dienstsitz der tschechoslowakischen Staatssicherheit in Prag, ein Schauplatz der Serie

In der Tschechoslowakei werden beide in einen Autounfall verwickelt und Marie dabei schwer verletzt. Als sie im Krankenhaus wieder zu sich kommt, ist Viktor verschwunden. Auf der Suche nach ihm erfährt sie von Susanne Clayton, die im britischen Konsulat arbeitet, dass die Polizei den Vermisstenfall Viktor Skála an den tschechoslowakischen Geheimdienst abgegeben hat. Dort ist der langgediente Oberst Václav Vlach für den Fall verantwortlich. Vlach entscheidet sich, bei der Suche nach dem Republikflüchtling nicht tätig zu werden, und will den Fall zu den Akten zu legen. Sein Kollege Jan Berg ermittelt jedoch eigenmächtig und nutzt dazu die Hilfe von Vlachs Sekretärin, mit der er ein Verhältnis hat. Dabei gelangt er an ein altes Foto, das Vlach als jungen Mann neben einer Gruppe Kinder zeigt. Unter diesen Kindern meint er den jungen Viktor zu erkennen. Als Berg Vlach anschließend zur Rede stellt, reagiert dieser ungehalten. Kurz darauf wird Berg vom sowjetischen Geheimdienst KGB in Gewahrsam genommen und anschließend in eine sowjetische Militärsperrzone überstellt. Dort stirbt er an den Folgen von Folter und Verhören.
Zwischenzeitlich hat Marie herausgefunden, dass das Einsatzprotokoll der Rettungssanitäter, die an dem Unfallabend zuständig waren, manipuliert wurde. Zudem gelangt sie an ein Dokument aus Viktors Habseligkeiten, das eine Zutrittserlaubnis für die Militärsperrzone enthält. Sie begibt sich allein und unbemerkt auf das Gelände. Dort entdeckt sie in einer Pfütze vor dem Bunker, in dem Berg verhört wurde, eine Leiche. Sie vermutet, dass es sich um Viktor handelt. Später findet sie heraus, dass der Autounfall fahrlässig von zwei betrunkenen ranghohen Tuzex-Mitarbeitern verursacht wurde. Als sie die beiden in deren Firmengebäude zur Rede stellen will, wird sie überwältigt und anschließend in eine psychiatrische Klinik gebracht.
Es stellt sich im weiteren Verlauf heraus, dass Viktor in britischen Diensten steht. Nachdem er den KGB für den Autounfall verantwortlich machte, ließ er sich von Clayton in einem abgelegenen Haus unterbringen. Dabei stand er unter der Beobachtung eines weiteren britischen Botschaftsmitarbeiters, Gerald Lloyd. Während Clayton Viktor für ein politisches Amt nach der bevorstehenden Revolution aufzubauen versucht, ist Lloyd hingegen davon überzeugt, dass Viktor mit dem tschechoslowakischen Geheimdienst zusammenarbeitet und daher ungeeignet ist. Um weitere Informationen zu erlangen, entführt Lloyd Viktor kurzerhand und verhört ihn in einem Versteck in Westdeutschland. Clayton findet das heraus und lässt Viktor befreien. Nach der Revolution am 17. November 1989 kommt Viktor wieder mit Marie zusammen. Diese wurde zwischenzeitlich mit Hilfe ihrer Schwester und des befreundeten Petr Novák, der in der neuen, demokratischen tschechischen Regierung stellvertretender Innenminister wird, aus der Psychiatrie entlassen. Erst jetzt erfährt Marie von Viktor, dass er bislang in Diensten der Briten stand. Die Geschichte um Viktors Entführung wird derweil von den Medien aufgegriffen und er soll daraufhin im Umfeld der neuen Regierung tätig werden.
Erst ab diesem Zeitpunkt wird klar, dass Viktor eigentlich ein russischer Agent ist. Der KGB zwingt ihn mit Maria als Druckmittel, in seinem neuen beruflichen Umfeld insgeheim die Interessen der russischen Seite zu vertreten. Novák erfährt etwa zur selben Zeit bei einem Abendessen mit Vlachs Sekretärin Dinge, die ihn an Viktors Loyalität zweifeln lassen. Deshalb stellt er ihn in Maries Beisein zur Rede. Wenig später wird Novák durch den KGB vergiftet und stirbt. Marie zweifelt nun auch an Viktor und befragt Vlach in dessen Haus über ihn. Dabei enthüllt Vlach, dass der Junge auf dem alten Foto nicht Viktor ist. Vielmehr handelt sich um einen tschechischen Jungen, der nur wenig später nach der Aufnahme verstarb. Dessen Identität übertrug Vlach dann im sowjetischen Auftrag auf Viktor. Kurze Zeit nach dem Gespräch mit Marie setzt der KGB einen Auftragsmörder auf Vlach an, der ihm durch seinen Freitod allerdings zuvorkommt.
Marie konfrontiert Viktor mit ihren Erkenntnissen und kündigt an, die Presse zu informieren. Er rät ihr davon ab mit dem Hinweis, dass sonst ihrer beider Leben durch den KGB bedroht sei. Im Frühjahr 1990 ist Viktor tschechoslowakischer Innenminister und lebt nach wie vor mit Marie.

## Entstehung
Regisseur Ivan Zachariás und Drehbuchautor Ondrej Gabriel, der auch als Showrunner fungierte, stützten sich bei der Konzeption der Serie auf zahlreiche Akten der tschechoslowakischen Staatssicherheit, die bis dahin veröffentlicht worden waren. Gedreht wurde in Prag und London.

## Besetzung und Synchronisation
Die deutsche Synchronfassung wurde bei der Hamburger Synchron hergestellt, Dialogbuchautor und Dialogregisseur war Frank Wesel.
| Rollenname           | Schauspieler        | Dt. Synchronsprecher |
| -------------------- | ------------------- | -------------------- |
| Marie Skálová        | Táňa Pauhofová      | Christin Marquitan   |
| Viktor Skála         | Martin Myšička      | Christian Rudolf     |
| Václav Vlach         | Jan Vlasák          | Holger Mahlich       |
| Dr. Jaroslav Kalbach | Jakub Zácek         | Oliver Hörner        |
| Gerald Lloyd         | David Nykl          | Achim Buch           |
| Hanka                | Lenka Vlasáková     | Marion Martienzen    |
| Jan „Honza“ Berg     | Martin Hofmann      | Matthias Klimsa      |
| Miluška              | Kristýna Podzimková | Simona Pahl          |
| Petr Novák           | Petr Lnenicka       | Martin Lohmann       |
| Vladimir Volkogonov  | Jevgenij Libezňuk   | Fjodor Olev          |
| Susanne Clayton      | Hattie Morahan      |                      |

## Veröffentlichung
Die Miniserie hatte ihre Weltpremiere beim Internationalen Filmfestival Karlovy Vary, welches vom 28. Juni bis 6. Juli 2019 stattfand. Vom 12. August 2021 an war sie auf Deutsch in der Arte-Mediathek abrufbar. Am 19. und 26. August sendete Arte im Abendprogramm je drei Episoden erstmals.

## Rezeption

### Analyse und Interpretation
Die Serie handelt von den Bemühungen verschiedener Mächte, sich im Zuge des Endes des Sozialismus in der neuen tschechoslowakischen Regierung in eine einflussreiche Position zu bringen, und endet mit einem ausgesprochen pessimistischen Ausblick. Für Oliver Jungen in der FAZ lege sie nahe, dass in den beiden letzten Monaten des Jahres 1989 von einem Neuanfang keine Rede gewesen sein könne, „sondern nur von einer neuen Einkleidung des alten, obszönen Machtspiels, in dem die einflussreichen und finanzstarken Eliten aus Ost, West und Tschechien selbst nun die junge Demokratie unter sich aufteilen.“ Die Serie öffne, so Karsten Umlauf im SWR2, all jenen die Augen, „die nicht an den Einfluss alter Seilschaften und harte Kämpfe über und vor allem unter der politischen Oberfläche glauben wollen“, und auch mit Blick darauf sei der Titel der Serie zu verstehen.
Verbreitet verglichen Kritiker die Serie mit den Geschichten des Romanautors John Le Carré, dabei grenzten sie sie teilweise auch von Action-betonten Agentenfilmreihen wie James Bond und Mission: Impossible ab.

### Kritik
Kritiker deutscher Medien äußerten sich überwiegend positiv über die Serie und beurteilten sie als sehenswert. Vor allem lobten sie das Szenenbild als authentisch, echt und detailgetreu. Zum Beispiel Jens Müller in der TAZ hob es als erstaunlich hervor, wie die Serie es schaffe, „die spezifische bürokratisch-schäbige Ostblock-Atmosphäre der Jahre 1977 und 1989 zu rekonstruieren, nicht nur, aber auch in Sachen Ausstattung. Nichts sieht nach Kulisse aus, niemand verkleidet.“
Die Serie wurde als glaubhaft gewürdigt, so auch von Helena Zacher in der Süddeutschen: „Ein düsterer, klaustrophobischer Erzählton, nihilistische Atmosphäre sowie ein ständiger Widerspruch zwischen dem Innenleben der Protagonisten und den politischen Umständen lassen Die Schläfer glaubhaft bedrückend wirken.“ Die Serie brilliere durch Ambivalenz, eine simple Kameraführung und nüchterne Szenen. Jan Freitag urteilte im Tagesspiegel, dass die Stärke der Serie in ihrer „unaufdringlichen, gelegentlich fast sedierten Zurückhaltung ganz gewöhnlicher Figuren einer exaltierten Geschichte“ liege. Und Oliver Jungen befand sie in der FAZ als überall da am stärksten, „wo sie den geschichtlichen Schwebezustand in all seiner Widersprüchlichkeit und Klaustrophobie ausmalt“.
Hingegen beanstandeten manche Kritiker Szenen wie die, in der Marie in ein sowjetisches Militärgelände eindringt und es durchsucht, als effekthascherisch beziehungsweise unglaubwürdig.

### Auszeichnungen
In der Kategorie Beste Fernsehserie war die Serie 2020 für den tschechischen Filmpreis Český lev nominiert. In der gleichen Kategorie wurde sie 2019 bei dem Fernsehserienfestival Serial Killer prämiert.